# تیلک (ساری)

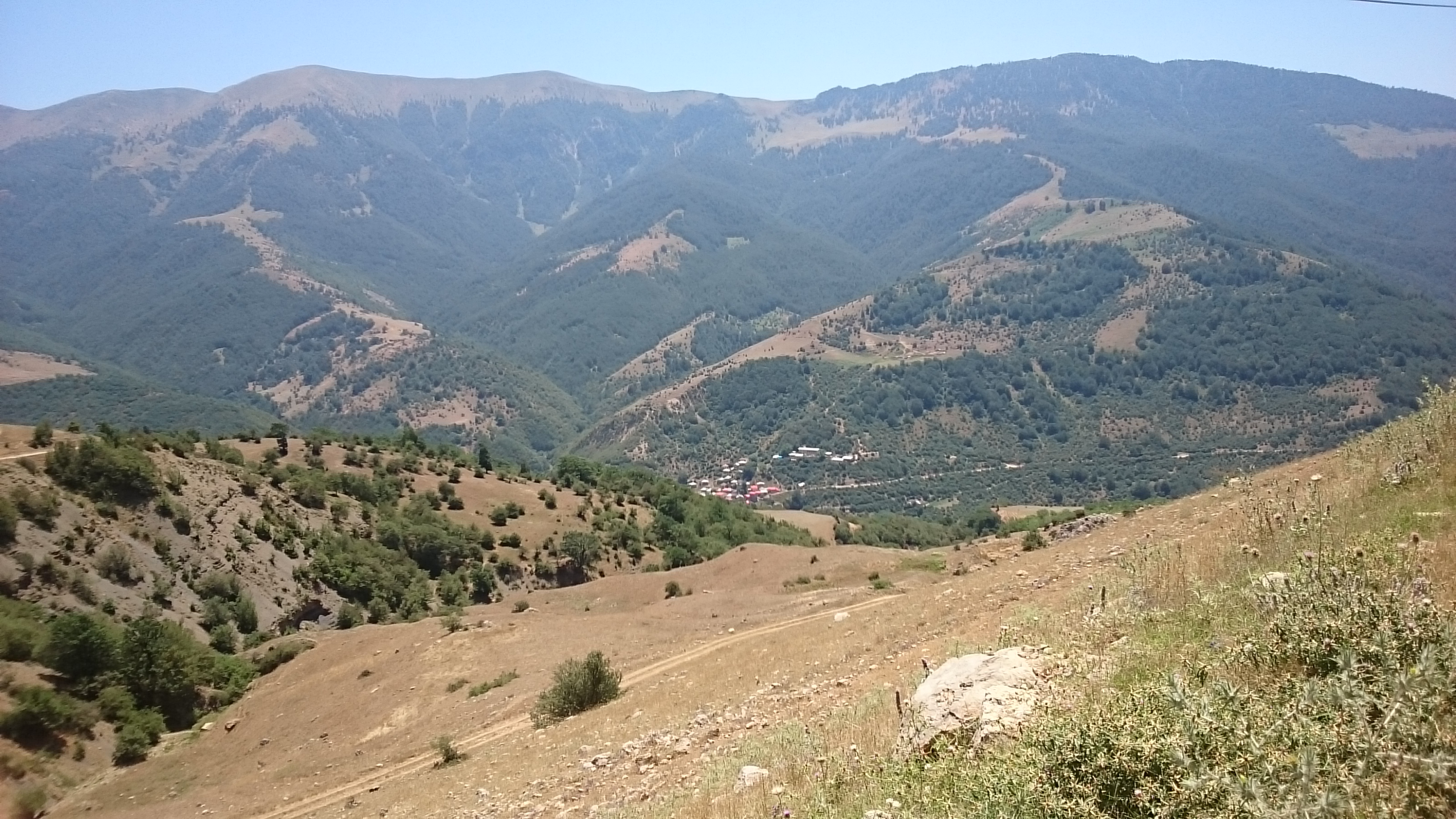
روستای تیلک در پای کوه چهارنو که بلندترین نقطهٔ شهرستان ساری است

تیلک، روستایی از توابع بخش چهاردانگه شهرستان ساری در استان مازندران ایران است. این روستا در منتهی‌الیه مرز استان مازندران و سمنان بین شهرهای ساری از یک سو، و دامغان و سمنان از سوی دیگر قرار دارد.

## جمعیت
این روستا در دهستان چهاردانگه قرار داشته و براساس سرشماری سال ۱۳۸۵ جمعیت آن ۷۷ نفر (۳۲خانوار) بوده‌است. این روستای دورافتادهٔ ییلاقی در زمستان تقریباً خالی از سکنه می‌باشد.
اینک جمعیت تیلکی خارج از روستا بیش از ده هزار نفر می‌باشد.

## نامداران
- ملا محمدصالح مازندرانی
- محمدسعید اشرف مازندرانی
- محمد هادی مازندرانی
- حاج اصغرتیلکی زینب اصغر

### ملا جعفر تیلکی
ملا جعفر فرزند ملا محمد حسین طبرستانی از اشخاصی است که ثقةالاسلام نوری در کتاب دارالسلام و شیخ عباس قمی در کتاب منازل الآخرة از وی تجلیل نموده‌اند.

### ملا عبداله مجتهد تیلکی
ملا عبداله مجتهد تیلکی معروف به شریعتمدار از مجتهدان قرن سیزدهم هجری قمری و هم‌دورهٔ فتحعلی‌شاه قاجار است. وی که از شاگردان آیت‌الله العظمی سید علی طباطبایی بود. که در نجف تحصیل و درجهٔ اجتهاد را اخذ نمود و به جهت سرپرستی مادرش به زادگاه خود تیلک برگشت. وی در بهار و تابستان در تیلک و در پاییز و زمستان در روستای تلوکلا اقامت داشت. و خانه‌اش هنوز در قریهٔ تیلک باقی است. مرگ وی سال ۱۲۵۳ هجری قمری اتفاق افتاد. برخی معتقدند جسد وی در روستای تلوکلا در کنار مسجدی در کنار خانهٔ ایشان دفن می‌باشد، ولی برخی دیگر معتقدند جسد به مشهد تشییع شده و در مجاورت علی بن موسی الرضا دفن شده‌است. وی دارای موقوفاتی در روستاهای تلوکلا و تیلک می‌باشد.
وی اعتقاد شدیدی به ظهور مهدی داشته هر جمعه سوار بر اسب آماده و منتظر ظهور مهدی بود تا در رکاب مولای خود قرار بگیرد.
فتحعلی‌شاه قاجار به احترام او در طی فرمانی که در سال ۱۲۴۴ هجری قمری صادر کرد مردم تیلک را از پرداخت مالیات معاف کرد.
از نامبرده دو کتاب خطی حجت‌الحق و المقاصد باقی مانده‌است.
از شاگردان وی عبدالله بن محمد اشرفی، نویسندهٔ کتاب کشکول را می‌توان نام برد که این کتاب در سال ۱۲۳۵ ه‍.ق نگارش یافته و در فهرست کتابخانهٔ مدرسهٔ صدر (خاتم‌الانبیاء)، بابل موجود است.

## جاهای تاریخی
- حمام تیلک
- مسجد تیلک